# 1690.
1690. je deseto desetletje v 17. stoletju med letoma 1690 in 1699. 